# SG Cortina
Die Sportivi Ghiaccio Cortina sind ein italienischer Eishockeyverein aus Cortina d’Ampezzo, der in der Alps Hockey League spielt.

## Geschichte

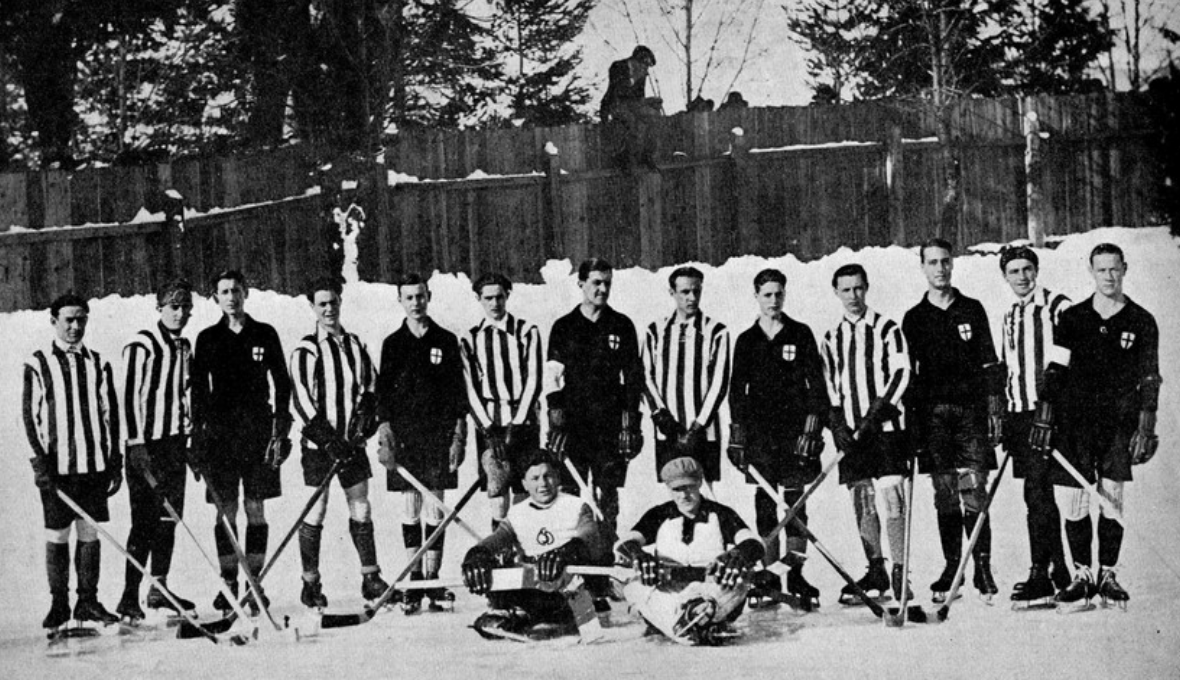
Spieler des HC Milano und des HC Cortina (1929)

1924 wurde der Verein als Gruppo Sportivo Dolomiti Cortina gegründet, später in Club Sportivo Dolomiti, 1929 in Cortina Hockey Club und 1935 unter Druck des faschistischen Regimes in Sportivi Ghiaccio Cortina umbenannt.
In der Spielzeit 1998/99 spielte die Mannschaft in Ermangelung einer geeigneten Eishalle mit Überdachung in Mailand, der Vereinssitz blieb aber in Cortina. In der Saison 1999/2000 setzte der Verein vom Spielbetrieb aus, ehe dieser im Jahr 2000 in der zweitklassigen Serie B wieder aufgenommen wurde. Zwischen 2002 und 2003 wurde das Olympische Eisstadion Cortina überdacht und umgebaut; seither fasst die als Nuovo Stadio Olimpico bekannte Spielstätte 2.700 Zuschauer. Aufgrund der Überdachung konnte die SG Cortina ab 2003 wieder an der Serie A teilnehmen und gewann 2007 die Meisterschaft.
Mit 17 Meistertiteln ist der Club der zweiterfolgreichste Verein in der Geschichte der Serie A, zudem gewann der SG Cortina bisher dreimal die Coppa Italia, den italienischen Pokalwettbewerb, und einmal den Supercup.

## Trainer
| Zeitraum  | Trainer                                     |
| --------- | ------------------------------------------- |
| 1974/75   | Anton Hauckvic                              |
| 1979–1981 | Ron Ivany                                   |
| 1996–1998 | Ivano Zanatta                               |
| 2003–2005 | Rolf Nilsson                                |
| 2006/07   | Richmond Gosselin, Doug McKay, Rolf Nilsson |
| 2007/08   | Miroslav Fryčer                             |
| 2009–2011 | Doug McKay                                  |
| 2011/12   | Stefan Mair                                 |
| 2012–2014 | Clayton Beddoes                             |
| 2014/15   | Christopher Oly Hicks                       |
| 2015/16   | John Parco                                  |
| 2016–2018 | Drew Omicioli                               |
| 2018–2020 | Giorgio De Bettin                           |
| 2020–2022 | Ivo Machacka                                |
| 2022–2024 | Giorgio De Bettin                           |
| 2024–2025 | Kai Suikkanen                               |
| 2025–     | Gaber Glavič                                |

## Bekannte ehemalige Spieler
| - Alberto Da Rin - Giancarlo Da Rin - John Vecchiarelli - Robert Nordberg - Stefan Hellkvist - Peter Ekelund - Johan Hult - Johan Boman - Jan Hammar - Mathias Ahxnér - Mikael Pettersson | - Peter Ström - Jörgen Rickmo - Peter Casparsson - Tony Tuzzolino - Matt Cullen - Martin Wilde - Jonas Lennartsson - Jiří Novák |